# Peninsula Hel

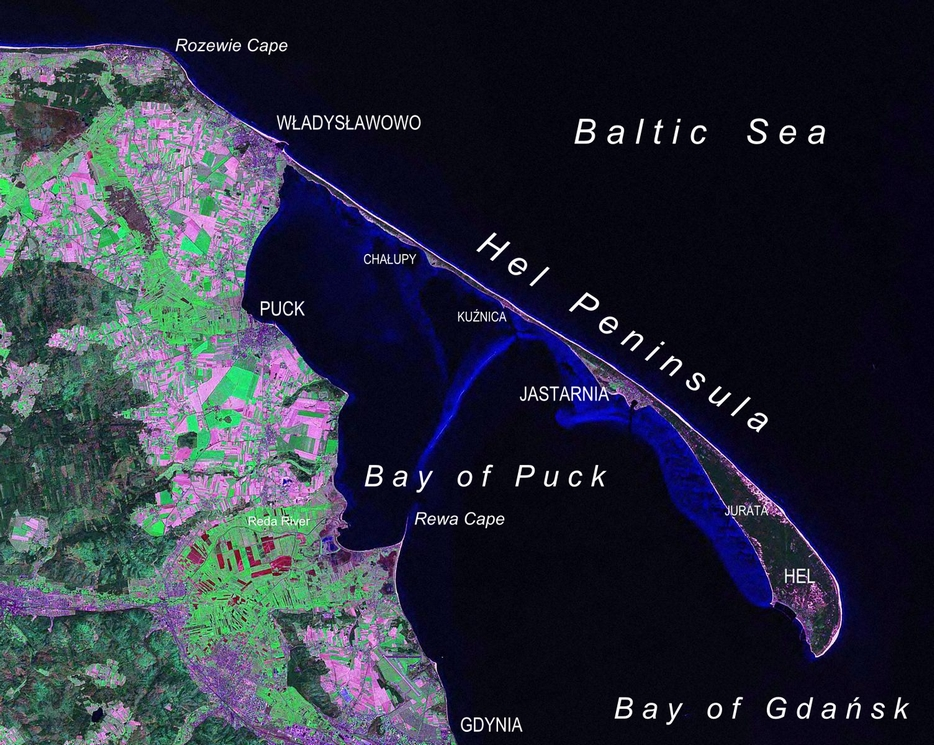
Imaginea peninsulei Hel capturată de programul Landsat în 2000.

Peninsula Hel (în poloneză: Mierzeja Helska, Półwysep Helski; în cașubiană: Hélskô Sztremlëzna; în germană: Halbinsel Hela sau Putziger Nehrung) este o peninsulă de nisip de 35 km lungime din nordul Poloniei, separând golful Puck de Marea Baltică. Ea este situată în powiatul Puck din Voievodatul Pomerania.

## Istorie
Peninsula a fost parte a Prusiei și apoi a Germaniei din 1657 și până în 1919, când a fost integrată celei de a doua Republici Poloneze. Între 1807 și 1814 peninsula fusese parte componentă a Orașului Liber Danzig, în urma victoriei franceze asupra celei de a patra coaliții.
În 1936 peninsula a fost fortificată printr-un decret al președintelui Ignacy Mościcki, având scop defensiv. Pe 25 septembrie 1939, după ce germanii au atacat Polonia, inginerii militari polonezi au detonat o serie de focoase de torpilă pe cea mai îngustă parte a peninsulei, transformând-o într-o insulă. Militarii, sub comanda comandantului Stanislaw Zwartynski, nu au putut rezista Wehrmachtului, fiind, însă, ultima regiune poloneză care s-a predat.
În timpul celui de-al Doilea Război Mondial, baza navală din Hel a fost folosită de submarinele germane. Peninsula Hel a rămas în mâinile Germaniei Naziste până pe 14 mai 1945, la șase zile după capitularea acesteia.
După Al Doilea Război Mondial, peninsula Hel a revenit Poloniei, dar nu și-a pierdut importanța militară. În prezent, peninsula este deschisă vizitatorilor și turiștilor.

## Legături externe
- Peninsula Hel în Al Doilea Război Mondial